# アルバート・オーバーハウザー

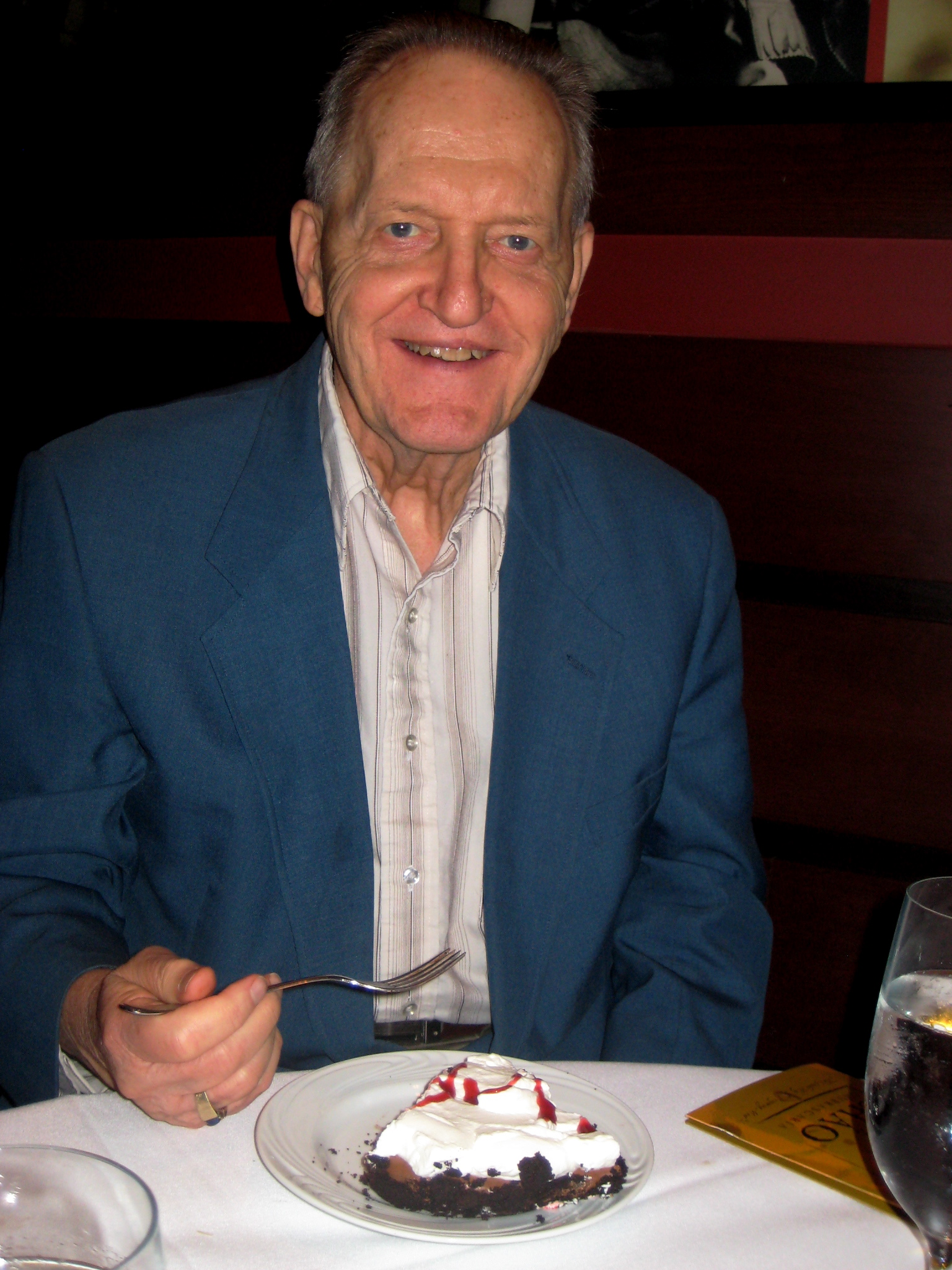
アル・オーバーハウザー（2008年）

アルバート・W・オーバーハウザー（Albert W. Overhauser、1925年8月17日 - 2011年12月10日）は、アメリカ合衆国の物理学者、米国科学アカデミーの会員。オーバーハウザー効果としても知られる動的核分極の理論で最も良く知られている。

## 来歴
カリフォルニア州サンディエゴに生まれ、高校はサンフランシスコのLick-Wilmerding高校に通った。1942年にカリフォルニア大学バークレー校で研究を始めた。第二次世界大戦中の2年間アメリカ海軍予備員として2年間の任務に付き大学を離れたが、その後大学に戻った。1948年、物理学と数学の学位を取得し、1951年に物理学のPh.D.（博士号）を取得した。
1951年から1953年まで、イリノイ大学で博士研究員として研究し、ここでスピン分極の伝達に関する重要な理論を構築した。この理論は他の科学者によって証明されると、オーバーハウザー効果として知られるようになった。1953年から1958年までコーネル大学の教員を務め、その後フォード・モーターの研究員となった。1973年までフォードに在籍した後、パデュー大学の教員となった。その後、引退までStuart Distinguished Professor of Physicsとしてパデュー大学に留まった。2011年、インディアナ州ウェストラファイエットにて86歳で死去した。

## 表彰
- アメリカ国家科学賞、1994年
- 米国科学アカデミーに選出、1976年
- オリバー・E・バックリー凝縮系賞、1975年
- アメリカ芸術科学アカデミーフェロー
- サイモンフレーザー大学名誉法学博士、1998年
- シカゴ大学名誉科学博士、1979年
- パデュー大学名誉科学博士、2005年